# あおぞらマジカ!!
『あおぞらマジカ!!』は、2006年12月22日にStudio e.go!から発売された18禁シューティングゲームである。

## 概要
架空の中世ファンタジー世界を舞台とした横スクロール型シューティングゲームである。ゲームの流れとしては、まず初めに主人公となるキャラクターを選び、AVG形式でのストーリー展開を挿みながら、戦闘を行うシューティングゲームを進める形となっている。なお選択する主人公によって武器はもちろん、シナリオも全く異なる。

## システム
横スクロール型のシューティングである。敵キャラクターは難易度に応じた敵弾を発射し、高難易度では弾幕系シューティングの要素を含むシューティングゲームとなる。点数の獲得方法は、敵の撃破及び敵を破壊する際に出るコインを回収することでおこなわれ、取得したコインはマップクリア時にポイントに変換される。
標準武器は3種類あり、切り替えボタンを押すことで変更される。多くのシューティングゲーム同様マップ全体にダメージを与える特殊弾があるほか、近接攻撃も設定されている。初期段階では自機のライフ3個、特殊攻撃の弾が2個ある。ダメージを受けるとライフが減少する。標準武器にはレベルが設定されており、増加することにより攻撃能力が全て同時に上昇する。武器レベル・特殊武器・ライフは、一定の敵を倒した際に出現するそれぞれのアイテムを獲得する度に1つ増加する。それぞれの最大値は武器レベルで3、ライフ・特殊武器で6である。

## ストーリー
ミツハ編
過去の記憶を失っていたミツハは、連合軍の研究施設に保護されその見返りとして彼の持つ空を翔る能力を実験体として研究に協力していたが、同じく実験体として囚われていたスーとともにある日突然脱走する。脱走した際に力尽きた彼は、偶然であった空賊団に匿われ、その隠れ里でしばらく過ごしていた。しかし、ある時、空賊団が連合軍と帝国軍の戦闘に巻き込まれ捕らえられてしまう。さらにそれを助けに、頭領の娘アレットも単身飛空挺で救出に向かい、そのことを聞いたミツハも助けに向かった。
ティリナ編
大魔女ファナの孫娘であるティリナは祖母を師匠とし魔女見習いとして修行をしていたものの失敗続きであった。薬品の調合も失敗ばかりしていたため、師匠であるファナからもこの方法では正式な魔女になるのは難しいと告げられる。そして正式な魔女になるために「魔女の存在もなるべく表に出さないようにしつつ、この世界に残る神秘を封印する。」という別の試験を受けることになった。そしてティリナは黒デボスズメ・エミリオとともに、空飛ぶ箒に乗って旅立つこととなった。

## キャラクター
ミツハ
声 - 後野祭
ミツハ編の主人公。異世界からこの世界に召還されたため研究所に来る以前の記憶を失っている。研究所に閉じ込められていた会話できる杖スーと共に研究所から脱走した。その正体は夏神楽に登場した滝峰幹也と葉子の3番目の子供（長男）である。なお、彼の記憶を思い出す最中の会話から他の8人の兄弟がいることが判明している。
ティリナ
声 - 風音
大魔女ファナの孫娘でティリナ編の主人公。物事を深く考えずに反射神経で動く突撃系元気娘。攻撃魔法が得意だがそれ以外の魔法などはまるで良くない。彼女の魔術事故により幼馴染のエミリオを黒デポスズメの姿に変えてしまった。また、本来魔女は秘匿であるはずなのだが、性格から物事を隠すことが苦手というより出来ないに等しいため、周囲から破壊の魔女として知られている。
スー
声 - 咲ゆたか
ミツハの相棒である喋る杖。本来の姿はボートのオールのような形をした杖だが、少女の姿をとることも可能。
エミリオ
声 - 広野大地
ティリナの幼馴染。もともとは人間だったが、ティリナの魔術の事故により黒デポスズメの姿にされている。
ティリナが神獣や聖獣を鎮めるときは、ヨリシロとして活動する。
コルネリア
声 - みる
狐のような耳が特徴のコ族の少女で、ミツハのいた研究施設に勤める。神秘学の第一人者であり、遺跡などのことについては詳しい。
アレット
声 - 森藍子
ミツハの発見者である村娘。温厚な平和主義者だが、空賊を父に持つだけあって、射撃・罠設置・交渉などを得意とする。
ポーラ
声 - 柴田蕗
アレットの母で、ファナの友人。温和だが、夫には厳しい。
メルセデス
声 - 西野みく
神聖帝国の女帝を務める、古き民の血を引く少女。国力強化のためにはまず自身を強化すべきという考えを持っており、その手段として世界征服に乗り出している。軍事方面だけでなく魔術の才能もあり、神秘学を独学で身に着けた。
エレン
声 - 山咲杏
神聖帝国の工学博士である若い女性。蒸気機関を使った兵器を作ることにたけている半面、神秘学は苦手。
ファナ
声 - みすみ
ティリナの祖母にして魔術の師匠でもある。目立たないタイプだが、その筋では有名人。
ユリナ
声 - 神谷奈央
葉子
声 - 青山ゆかり
エドガー
声 - 蝦押丈
マイルズ
声 - どてら4号
小国の国王にして、連合国議会議長および連合国軍の代表者。
フェリクス
声 - 丈隆志
アレットの父である空賊。

## スタッフ
- 原画:山本和枝

## 主題歌
オープニングテーマ「カッコよくなくちゃ！」
作詞：中山マミ / 作曲：AngelNote / 歌：中山マミ